# 阿兰·卡尔庞捷
阿兰·卡尔庞捷（法語：Alain Carpentier，1933年8月11日—)，生于图卢兹，法国外科医生，美国胸外科协会主席。1980年在皮埃尔和玛丽·居里大学任名誉教授时，他发表了关于二尖瓣修复的关键论文。2007年获拉斯克临床医学研究奖。2013年12月20日，他负责的医疗团队在巴黎的蓬皮杜欧洲医院完成了世界首例永久性人工心脏移植。卡尔庞捷是法国科学院院士、世界心脏基金会主席团成员。